# هيلموت جامس
هيلموت جامس (بالألمانية: Helmut Gams)‏ (و. 1893 – 1976 م) هو عالم نبات، وعالم أشنيات، وأستاذ جامعي من الإمبراطورية النمساوية المجرية . ولد في برنو.
وكان عضواً في الأكاديمية الألمانية للعلوم ليوبولدينا .
توفي في إنسبروك ، عن عمر يناهز 83 عاماً.